# Aglaia unifolia
Espèce
Synonymes
- Aglaia haplophylla A.C. Sm.[2]
- Aglaia haplophylla A.C.Sm.[1]

Statut de conservation UICN

 CR D : 
En danger critique
Aglaia unifolia est une espèce de plantes de la famille des Meliaceae.

## Publication originale
- Acta Phytotaxonomica Sinica 22: 495. 1984.